# Alfa-stabiele verdeling

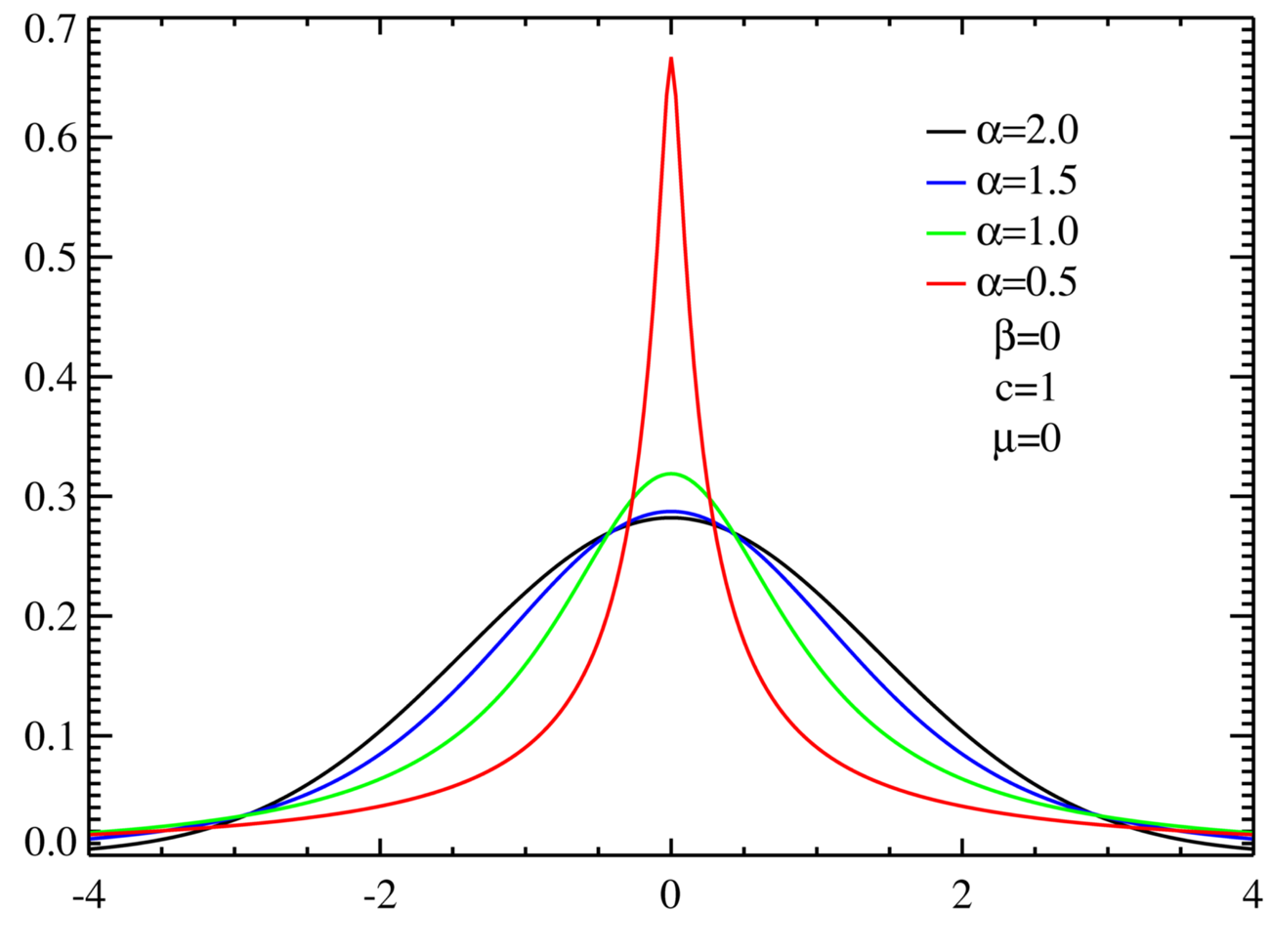
Kansdichtheden van enkele symmetrische α-stabiele verdelingen

In de kansrekening vormen de α-stabiele verdelingen een familie van continue verdelingen van stochastische variabelen {\displaystyle X} die gekenmerkt worden door de volgende eigenschap. Laat {\displaystyle X_{1},\ldots ,X_{n},X} onderling onafhankelijke gelijkverdeelde stochastische variabelen zijn. Voor alle {\displaystyle n\in \mathbb {N} } is er een {\displaystyle c_{n}}, zo, dat
{\displaystyle X_{1}+\ldots +X_{n}\sim c_{n}X}
Aangetoond kan worden dat de enige mogelijkheid voor {\displaystyle c_{n}} is:  {\displaystyle c_{n}=n^{1/\alpha }} met {\displaystyle \alpha \in (0,2]}. Het reële getal {\displaystyle \alpha } wordt de vormparameter genoemd.
De theorie van de stabiele verdelingen is in belangrijke mate beïnvloed door Paul Lévy, de eerste wiskundige die deze verdelingen bestudeerde. De familie van alfa-stabiele verdelingen wordt om die reden ook wel de Lévy alfa-stabiele verdeling genoemd.

## Speciale gevallen
Hoewel de stabiele verdelingen voor elke {\displaystyle \alpha \in (0,2]} welgedefinieerd zijn, is de dichtheid slechts voor enkele specifieke waarden van {\displaystyle \alpha } expliciet gegeven. 
- De normale verdeling met verwachtingswaarde 0 is stabiel met vormparameter {\displaystyle \alpha =2}, want voor onderling onfhankelijke {\displaystyle X_{1},\ldots ,X_{n}\sim {\mathcal {N}}(0,\sigma ^{2})} geldt:

{\displaystyle \sum _{i=1}^{n}X_{i}\sim {\mathcal {N}}(0,n\sigma ^{2})\sim n^{1/2}{\mathcal {N}}(0,\sigma ^{2})}.
De normale verdeling is overigens de enige stabiele verdeling met vormparameter {\displaystyle \alpha =2}.
- Als de onderling onfhankelijke {\displaystyle X_{1},\ldots ,X_{n}} alle standaard-cauchyverdeeld zijn, geldt:

{\displaystyle \sum _{i=1}^{n}X_{i}\sim n\cdot {\rm {Cauchy}}(0,a)}
De standaard-cauchyverdeling is dus stabiel met vormparameter {\displaystyle \alpha =1}.
- De standaard-lévyverdeling is stabiel met {\displaystyle \alpha ={\tfrac {1}{2}}}.

{\displaystyle \sum _{i=1}^{n}X_{i}\sim n\cdot \operatorname {Levy} (0,1)}

## Toepassingen
Stabiele verdelingen danken hun belang in zowel theorie als praktijk aan de generalisatie van de centrale limietstelling naar stochastische variabelen zonder tweede (en mogelijk eerste) orde momenten en de bijbehorende zelfgelijkvormigheid van de stabiele familie. Het was de schijnbare afwijking van de normaliteit, samen met de vraag naar een zelf-gelijkvormend model voor financiële gegevens. Het was de vorm van de verdeling voor jaarlijkse veranderingen in de activaprijs die zou moeten lijken op die van de samenstellende dagelijkse of maandelijkse prijsveranderingen die Benoît Mandelbrot ertoe bracht voor te stellen dat katoenprijzen een alfa-stabiele verdeling volgen met {\displaystyle \alpha } gelijk aan 1,7. Alfa-stabiele verdelingen worden vaak aangetroffen in analyses van kritisch gedrag en financiële gegevens.

## Uitbreiding naar discrete distributies
Voor discrete distributies bestaat er eveneens het concept van discreet-stabiele distributies.

Een voorbeeld van zo'n verdeling is de Poisson-verdeling, die voor discreet-stabiele verdelingen een vergelijkbaar belang heeft als de normale verdeling voor Lévy-stabiele continue dichtheden.

## Software-implementaties
- Het STABLE-programma voor Windows berekent de dichtheid (pdf), cumulatieve distributiefunctie (cdf) en kwantielen voor een algemene stabiele distributie, en voert maximum likelihood-schatting van stabiele parameters en enkele verkennende data-analysetechnieken uit.
- De GNU Scientific Library is geschreven in C en heeft een pakket randist, dat onder de Gauss- en Cauchy-distributies ook een implementatie van de Levy alfa-stabiele distributie bevat, zowel met als zonder een scheefheidsparameter.
- libstable is een C-implementatie voor de stabiele distributie pdf, cdf, kwantielen en fittingfuncties, samen met een benchmarkreplicatiepakket en een R-pakket.
- R-pakket 'stabledist' door Diethelm Wuertz, Martin Maechler en Rmetrics-kernteamleden, berekent stabiele dichtheid, waarschijnlijkheid, kwantielen en stabiel-verdeelde random trekkingen.
- Python-implementatie bevindt zich in scipy.stats.levy_stable in het SciPy-pakket.
- Julia biedt het pakket StableDistributions.jl met methoden voor stochast-generatie, waarschijnlijkheidsdichtheid, cumulatieve distributiefunctie, karakteristieke en momentgenererende functies, alsmede kwantiel- en gerelateerde functies, convolutie en affiene transformaties van stabiele distributies. Het maakt gebruik van gemoderniseerde algoritmen die zijn verbeterd door John P. Nolan.